# Sơn Đông, Lập Thạch
Sơn Đông là một xã thuộc huyện Lập Thạch, tỉnh Vĩnh Phúc, Việt Nam.
Xã có diện tích 9,57 km², dân số năm 1999 là 8358 người, mật độ dân số đạt 873 người/km².

## Địa lý
Xã Sơn Đông nằm ở phía nam huyện Lập Thạch, có vị trí địa lý:
- Phía bắc giáp xã Cao Phong, huyện Sông Lô, xã Văn Quán và xã Triệu Đề
- Phía đông giáp xã Kim Xá và xã Yên Lập đều thuộc huyện Vĩnh Tường
- Phía nam giáp xã Việt Xuân, huyện Vĩnh Tường
- Phía tây giáp xã Sông Lô và xã Trưng Vương, thành phố Việt Trì.

## Hành chính
Xã Sơn Đông gồm có 12 thôn, cụm dân cư.

## Văn hóa

### Làng tiến sĩ
Làng Quan Tử (làng Gốm - làng tiến sĩ) nơi đây đã có 12 người thi đỗ đạt tiến sĩ vào thời Lê.

### Di tích
Xã có 18 di tích. Đáng chú ý có 3 di tích đã được xếp hạng cấp quốc gia:
- Đền thờ Trần Nguyên Hãn, di tích lịch sử văn hóa năm 1984
- Đền thờ Đỗ Khắc Chung, di tích lịch sử văn hóa năm 1993
- Chùa Am, di tích lịch sử văn hóa năm 1993.

## Kinh tế
Sơn Đông là xã có nghề vận tải thủy trong đó tập trung nhiều nhất là ở thôn Phú Hậu.

## Giao thông
Các tuyến, hệ thống giao thông quan trọng đi qua xã:
- Đường bộ: tỉnh lộ 305
- Đường sông: sông Lô, sông Phó Đáy.

## Danh nhân
Sơn Đông là nơi sinh ra danh tướng Trần Nguyên Hãn (1390 - 1429) vốn là dòng dõi nhà Trần.